# Рахманов, Георгий Карпович
Гео́ргий Ка́рпович Рахма́нов (1873 — 1931) — русский общественный деятель, издатель, профессор Московского университета, метеоролог.

## Биография
Происходил из старообрядческого купеческого рода Рахмановых, известных торговцев зерновым хлебом в Московской и Тульской губерниях. Отец — Карп Иванович Рахманов (1824—1895), московский купец 1-й гильдии, почётный гражданин, отец — уроженец деревни Слободищи из гуслицкого края. Мать — Ксения Егоровна Воробьева (1834—1874).
Окончил физико-математический факультет Московского университета по кафедре физической географии и метеорологии (его учителем был Эрнест Егорович Лейст) и был оставлен при кафедре для приготовления к званию профессора. До 1917 года был приват-доцентом.
Являлся активным участником литературных и религиозно-философских вечеров в общественно-политическом салоне М. К. Морозовой; был членом редакционной коллегии учреждённого на средства М. К. Морозовой «Московского еженедельника», сотрудничал в созданном ею же религиозно-философском издательстве «Путь». Дважды избирался гласным Московской городской думы: 1901—1904 и 1909—1912.
Член-учредитель (1913) Московской старообрядческой общины Рогожского кладбища (МСОРК), член Училищного совета МСОРК, член особо доверенных лиц Совета МСОРК (1916).
Издавал еженедельную общественно-политическую газету «Московская неделя» (позже — «Московский еженедельник»). 
Основал издательство «Научное слово», с которым сотрудничали В.О.Ключевский, И. И. Мечников, П. П. Муратов. Был награжден орденами Святой Анны и Святого Станислава.
Георгий Карпович Рахманов был последним владельцем поместья в Ивакино-Покровском. Его брат — Сергей Карпович Рахманов (1859–1914) в 1911 году приобрел участок в Крыму, на котором было выстроено «Ласточкино гнездо».
Рахмановым в Москве принадлежали собственные и доходные дома и земельные участки:
- в Сущевской части: Немецкая улица, № 1; Покровская улица, № 33/2[4]; Воронцовская улица, № 8б, Царский переулок, № 3;
- в Рогожской части: Гончарная улица, № 14, Семёновская улица[уточнить], № 54; улица Воронцово Поле, № 13 (Дом Сырейщикова).

В семейной молельной Рахмановых находилось большое собрание древних икон, изучением которых, по приглашению Георгия Рахманова, занимался Павел Муратов. Также Муратов использовал связи Рахманова в старообрядческой среде для поездок по староверческим скитам с целями изучения иконописи. Всё собрание целиком было передано в Исторический музей осенью 1917 года. Позднее это «рахмановское собрание» было переведено в Третьяковскую галерею. Ныне во многих музеях есть иконы, известные как «рахмановские».

Большой интерес вызывает благотворительная деятельность Рахмановых, как в пользу старообрядческой общины (неоднократно делались крупные вклады в фонды общины), так и московского общественного призрения. Так, в начале XX века были выстроены дом бесплатных квартир Эмилии Карповны Рахмановой на 100 человек, стоимостью 60 000 руб.; богадельня имени Александры Карповны на 70 человек, стоимостью 133 000 руб.

После Октябрьской революции имущество Рахмановых было конфисковано. В 1918 году семья Рахмановых покинула Москву. В течение 5 лет они странствовали по Кавказу, Украине, несколько лет жили в Туапсе. В 1922 году возвратились в Москву; Георгий Карпович работал в Лесном институте.  
Рахмановы похоронены на Рогожском кладбище.

Бесценные иконы, переданные в дар членами семьи Рахмановых, находятся в храме Покрова Пресвятой Богородицы на Рогожском кладбище.<…>
Обращает на себя внимание высокий обелиск из тёмно-красного гранита, установленный на месте упокоения московского 1-й гильдии купца Рахманова Карпа Ивановича (1826—1895).<…> Под таким же старообрядческим крестом покоится прах Георгия Карповича Рахманова, принимавшего активное участие в деятельности Рогожской старообрядческой общины до революции.

## Семья
Жена (с 1899) — София Ивановна Осипова, урожд. Чижова (1866–1936, Москва), дочь купца первой гильдии Ивана Гавриловича Чижова (1817–1887). В первом браке замужем за банкиром, купцом первой гильдии Константином Викторовичем Осиповым.
Их дети: 
- Николай Георгиевич Рахманов (1900–1930, Москва)
- София Георгиевна Рахманова (1904–1993, Москва), актриса
- Ксения Георгиевна Рахманова (1908–1998, Москва). Была замужем за Г.В.Баклановым. Инженер-технолог. Работала на кондитерской фабрике «Рот-Фронт», в НИИ кондитерской промышленности. В 1974 году получила премию Совета Министров СССР «За наиболее выдающееся проекты и строительство по этим проектам» за проектирование и строительство шоколадной фабрики «Россия» в Куйбышеве.